# RBMX
RBMX (англ. RNA binding motif protein, X-linked) – білок, який кодується однойменним геном, розташованим у людей на короткому плечі X-хромосоми.  Довжина поліпептидного ланцюга білка становить 391 амінокислот, а молекулярна маса — 42 332.
| 10         |  | 20         |  | 30         |  | 40         |  | 50         |
| ---------- |  | ---------- |  | ---------- |  | ---------- |  | ---------- |
| MVEADRPGKL |  | FIGGLNTETN |  | EKALEAVFGK |  | YGRIVEVLLM |  | KDRETNKSRG |
| FAFVTFESPA |  | DAKDAARDMN |  | GKSLDGKAIK |  | VEQATKPSFE |  | SGRRGPPPPP |
| RSRGPPRGLR |  | GGRGGSGGTR |  | GPPSRGGHMD |  | DGGYSMNFNM |  | SSSRGPLPVK |
| RGPPPRSGGP |  | PPKRSAPSGP |  | VRSSSGMGGR |  | APVSRGRDSY |  | GGPPRREPLP |
| SRRDVYLSPR |  | DDGYSTKDSY |  | SSRDYPSSRD |  | TRDYAPPPRD |  | YTYRDYGHSS |
| SRDDYPSRGY |  | SDRDGYGRDR |  | DYSDHPSGGS |  | YRDSYESYGN |  | SRSAPPTRGP |
| PPSYGGSSRY |  | DDYSSSRDGY |  | GGSRDSYSSS |  | RSDLYSSGRD |  | RVGRQERGLP |
| PSMERGYPPP |  | RDSYSSSSRG |  | APRGGGRGGS |  | RSDRGGGRSR |  | Y          |

A: Аланін

D: Аспарагінова кислота

E: Глутамінова кислота

F: Фенілаланін

G: Гліцин

H: Гістидин

I: Ізолейцин

K: Лізин

L: Лейцин

M: Метіонін

N: Аспарагін

P: Пролін

Q: Глутамін

R: Аргінін

S: Серин

T: Треонін

V: Валін

Кодований геном білок за функціями належить до репресорів, рибонуклеопротеїнів, активаторів. 
Задіяний у таких біологічних процесах як процесінг мРНК, сплайсінг мРНК, транскрипція. 
Білок має сайт для зв'язування з РНК. 
Локалізований у ядрі.